# Kommando der Schutztruppen
Das Oberkommando der Schutztruppen, seit Mai 1907 Kommando der Schutztruppen war die zentrale Militärverwaltungsbehörde der deutschen Kaiserlichen Schutztruppe und bildete als vierte Abteilung (M) einen Teil des Reichskolonialamts. Die amtliche Bezeichnung ist irreführend, da der Behörde keinerlei tatsächliche Führungsfunktionen zustand. Die militärische Befehlsgewalt lag bei den Gouverneuren der jeweiligen deutschen Kolonie.

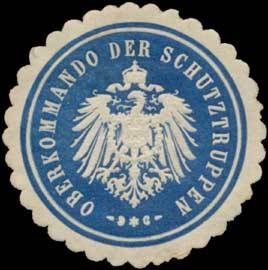
Siegelmarke des Oberkommandos der Schutztruppen

## Gliederung und Unterstellung
Das Kommando gliederte sich ab 1908 in Sektionen für Organisation, Dienstvorschriften, Personalfragen, Bekleidung, Bewaffnung und Ausrüstung, Invaliden- und Ersatzangelegenheiten sowie Justiz-, Sanitäts-, Verwaltungs- und Transportwesen. In den Kolonien wurden die Verwaltungsgeschäfte der Schutztruppe unter der Aufsicht des Gouverneurs und der Oberleitung des Kommandeurs der Schutztruppe durch die Intendantur wahrgenommen. Ihr waren die unteren Verwaltungsbehörden der Schutztruppe wie Magazinverwaltungen, Garnisonverwaltungen, Militärbauverwaltungen, Bekleidungsdepots, Lazarettverwaltungen sowie die Kassenverwaltungen unterstellt. Die Verwaltungsvorschriften der Schutztruppen lehnten sich an die Vorschriften für die Heeresverwaltung an.

## Geschichte

Das Oberkommando der Schutztruppen seit 1896
(Mauerstraße 45/46)

Nach und nach wurden in den seit 1884 begründeten deutschen Kolonien bewaffnete Einheiten geschaffen, mit denen die Herrschaftsansprüche der Kolonialgesellschaften bzw. des Deutschen Reiches durchgesetzt wurden. In den meisten Fällen handelte es sich um Polizeieinheiten. In den Kolonien Deutsch-Ostafrika, Deutsch-Südwestafrika und Kamerun war der Widerstand der einheimischen Bevölkerung so stark, dass hieraus militärische Verbände wurden, die „Schutztruppe“ genannt wurden. Diese unterstanden von 1891 bis 1896 zunächst dem Reichsmarineamt, später dann dem Reichskolonialamt unter dem Dach des Auswärtigen Amtes. Ein kaiserlicher Erlass vom 17. Mai 1907 bestimmte, „daß die bisher mit dem Auswärtigen Amte verbundene Kolonialabteilung nebst dem Oberkommando der Schutztruppen fortan eine besondere, dem Reichskanzler unmittelbar unterstellte Zentralbehörde unter der Benennung Reichs-Kolonialamt zu bilden hat“.
Nach dem Ersten Weltkrieg wurde im Oktober 1919 die Auflösung der Schutztruppen verfügt und damit auch die des „Kommandos der Schutztruppen“.